# Eugenijus
Eugenijus ist ein litauischer männlicher Vorname, abgeleitet von Eugen. Er bedeutet „der Wohlgeborene“, „der gut Geschaffene“. Die weibliche Form ist Eugenija.

## Personen
- Eugenijus Ališanka (* 1960), Lyriker, Übersetzer und Essayist
- Eugenijus Bartulis (* 1949), katholischer Bischof von Šiauliai
- Eugenijus Gentvilas (* 1960), Politiker, Europarlamentarier, Seimas-Mitglied und Bürgermeister von Klaipėda
- Eugenijus Jovaiša (* 1950), litauischer Archäologe und Politiker
- Eugenijus Kanevičius (* 1959), litauischer Jazzmusiker (Kontrabass, auch Trompete, Bassgitarre, Komposition)
- Eugenijus Laurinaitis (* 1951), Psychiater und Psychotherapeut
- Eugenijus Maldeikis (* 1958), Politiker, Europarlamentarier, Seimas-Mitglied
- Eugenijus Mažūnaitis (1947–2010), Politiker, Bürgermeister von Jonava
- Eugenijus Palskys (1940–2001), Kriminalist, Prorektor der MRU-Universität
- Eugenijus Petrovas (1936–2023), Politiker, Seimas-Mitglied
- Eugenijus Sabutis (*  1975), Politiker, Seimas-Mitglied und Bürgermeister von Jonava